# علي بن عبد الله الجعفري
علي بن عبد الله بن جعفر الطالبي، شاعر ظريف وغزلي من أهل الحجاز ، له أخبار مشهورة في الشعر والغزل.

## نسبه
- هو علي بن عبد الله بن جعفر بن إبراهيم بن محمد بن علي بن عبد الله بن جعفر بن أبي طالب بن عبد المطلب بن هاشم بن عبد مناف بن قصي بن كلاب بن مرة بن كعب بن لؤي بن غالب بن فهر بن مالك بن النضر بن كنانة بن خزيمة بن مدركة بن إلياس بن مضر بن نزار بن معد بن عدنان.

- أمه هي: ولادة بنت الحجل بن عنبسة بن سعيد بن العاص بن سعيد بن العاص بن أمية بن عبد شمس بن عبد مناف بن قصي بن كلاب بن مرة بن كعب بن لؤي بن غالب بن فهر بن مالك بن النضر بن كنانة بن خزيمة بن مدركة بن إلياس بن مضر بن نزار بن معد بن عدنان.[2]

## أخباره وأشعاره
كان علي بن عبد الله الجعفري شاعر ظريف من أهل الحجاز، وكان القائد العباسي عمر بن الفرج قد حمله من الحجاز أسيرا إلى سامراء مع من حملهم من أسرة الطالبيين ، فحبسه الخليفة المتوكل العباسي معهم.
حين أخذ عمر بن الفرج، علي بن عبد الله الجعفري إلى الخليفة المتوكل أيام حج أبنه المنتصر بالله، فحبسه المتوكل لأنه كان شيخ القوم وكبيرهم، وكان أغلظ لعمر بن الفرج.
قال علي بن عبد الله الجعفري عن نفسه: مكثت في الحبس مدة، فدخل علي رجل من الكتاب يوماً فقال: أريد هذا الجعفري الذي تديث في شعره فقلت له: إلي فأنا هو، فعدل إلي وقال: جعلت فداك! أحب أن تنشدني بيتيك اللذين تديثت فيهما، فأنشدته:
قال: فكتبهما، ثم قال لي: اسمع – جعلت فداك – بيتين قلتهما في الغيرة، فقلت: هاتهما فأنشدني:
فقام، فقبل رأسه، فقال له: فدتك نفسي وأهلي، لو لم أقدم مكة لعمرة ولا لبر وتقوى، ثم قدمت إليها لأراك وأسمع منك لكان ذلك قليلاً. ثم انصرف.

## وصلات خارجية
- أخبار علي بن عبد الله بن جعفر
- غناء الفنان عبد الرحمن محمد لقصيدة ولما بدى لي أنها لاتحبني